# Мејнард Џејмс Кинан
Мејнард Џејмс Кинан (рођен Џејмс Херберт Кинан; 17. април 1964), често називан Ем-Џеј-Кеј (по иницијалима МЈК)- амерички певач, текстописац, музичар, продуцент, глумац и винар. Најпознатији је као певач алтернативне рок групе Tool, A Perfect Circle и Puscifer.
Поред своје музичке каријере, Кинан се опробао у областима као што су глума и винарство. Тренутно поседује поља винове лозе и винарију.

## Ранији живот
Џејмс Херберт Кинан рођен је 17. априла 1964. у јужнобаптистичкој породици у Равени, Охајо, као једино дете у породици Џудит Мери и Мајкла Лорена Кинана.. Родитељи су му се развели 1968. године, његов отац се преселио у Scottville, Мичиген и Кинан га је виђао једном годишње наредних 12 година. Џудит Мери се поново удала, доводећи Кинана у "нетолерантно и  непријатељско домаћинство", где је његова интелигенција и креативност потиснута.
Кинанова мајка је претрпела парализирајућу церебралну анеуризму 1976. године, када је Мајнард имао 11, и то ће касније послужити као инспирација за креативне радове, као што су песме "Џими" и "крила за Мари" бенда Тул, а такође и "Џудит" бенда Савршени Круг. Неколико година касније, она је убедила Кинана да пређе да живи са оцем у Scottville. Кинан сматра да је то "најбољи потез који је икада направио". Године 1982. завршио је Масон Цоунти гимназију у Scottvill-у, где је био члан рвачког тима. Његов отац је био један од тренера тима и напустио је тим истовремено када је Кинан дипломирао 1982. године.

## Музичка каријера

### Ранији Бендови
Кинан је студирао уметност у Кендал Колеџу за уметност и дизајн у Гранд рапидс, Мичиген. Године 1988'-е, преселио је у Лос Анђелес. Током 1980-их година, Кинан је свирао бас-гитару за ТексА. Н. С. и певао за децу анахроно династије, два независна бенда. За то време, он је створио темељ за песме "Собер". Такође је (са колегом из Тул'-а, Дени Кери-јем) свирао у зеленом Jellÿ-ју између 1990. и 1993. године.

### Тул (Tool)
Након што се преселио у Лос Анђелес, Кинан упознаје Адама Џонс-а, који је још на колеџу чуо како Кинан пева. Импресиониран Кинановим вокалом, Џонс је предложио да формају групу. Невољно, Кинан је на крају пристао, и 1990, Тул је формиран. Поред Кинана као фронтмена, у коначни састав ушли су гитариста Џонс; његов комшија, бубњар Дени Кери, и басиста Пол Д Купидон, који је касније ће бити замењен Јустин Чанцелором.
Тул потписује за издавачку кућу Zoo Entertainment у новембру 1991. године и објављује Opiate ЕП следеће године. Као промоцију овог издања, група креће на турнеју са бендовима  Fishbone  и Rage Against the Machine.
Убрзо након тога, Тул објавио свој деби албум 1993, Undertow у САД. За само осам месеци албум је награђен медаљом "златна плоча" а за мање од годину дана након тога уследела је и  "платинаста плоча". 
У октобру 1996. године група је издала свој други албум Ænima. Албум је сертификован златном плочом за само десет недеља, а постиже двоструки платинасти тираж у десет месеци, и освоја награду Греми за најбољи метал перформанс у 1998. години.
Након овог албума, бенд је направио малу паузу због несугласица са издавачком кућом.
Кроз пет година након изласка Ænima, Тул најављује нови албум, Systema Encéphale, са 12-песма у јануару 2001. године. Месец дана касније, група објављује да ће нови албум заправо носити назив Lateralus. Албум је објављен у мају 2001. године и постао је Светски успех, достигавши број 1 на америчкој графикон Билборд 200 табели албума, у својој првој недељи. Тул добија своју другу награду "Греми" за најбољи метал наступ у 2001. години, за песму "Schism".
У мају 2006. године група је издала 10.000 дана, четврти по реду албум. Болест Кинанове мајке је поред инспирације за разне песме послужила и као инспирација за име овог албума. Наиме, Кинанова мајка је боловала 27 година, што је приближно 10.000 дана патње. Албум је продат у 564.000 копија у првој недељи у САД и достиже бр. 1 у билборд 200 табели..

### Савршен Круг (A Perfect Circle)
Кинан је поред Тул-а почео да ради са Билијем Ховерделом, гитаристом Тул-а на другом пројекту. Основали су музичку групу „Савршен круг” 1999. године и објавили свој први албум Mer de Noms 2000. године. Следећи албум издат је 2003. године, под називом Тринаести корак. Оба албума су касније достигла платинаста достигнућа. Њихов следећи албум 2004. године, назван је eMOTIVe.
Поред ових, један од познатијих Кинанових пројеката је и бенд „Пусцифер”.

## Дискографија
Са TexА.N.S.
- Live at Sons and Daughters Hall (1986)
- Never Again (1986)

Са децом Анахроничне династије
- Fingernails (1986)
- Dog.House (1987)

Са Тул-ом 
- Undertow (1993)
- Ænima (1996)
- Lateralus (2001)
- 10,000 Days (2006)

Са Савршеним Кругом
- Mer de Noms (2000)
- Thirteenth Step (2003)
- eMOTIVe (2004)

Са Puscifer-ом
- "V" Is for Vagina (2007)
- Conditions of My Parole (2011)
- Money Shot (2015)